# Bernhard von der Heydt
Bernhard baron von der Heydt (né le 25 septembre 1840 à Elberfeld et mort le 9 janvier 1907 à Wannsee près de Berlin) est un homme politique prussien et administrateur de l'arrondissement du Haut-Taunus.

## Formation
Bernhard von der Heydt suit d'abord des cours particuliers avant de rejoindre le lycée Frédéric-Guillaume de Berlin, où il passe son Abitur en 1859. Il étudie l'agriculture aux universités de Berlin et de Bonn et effectue des stages en Silésie, en Saxe et à Hanovre. Cependant, pour cause de maladie, il interrompt ses études avant de les terminer et passe plusieurs années à Bonn, où il étudie le droit et l'économie, mais là encore sans passer d'examen.

## Carrière administrative
En 1871 et 1872, Bernhard von der Heydt travaille au bureau de l'arrondissement de Bonn (de) et des gouvernements provinciaux de Düsseldorf et de Wiesbaden, mais quitte la fonction publique après l'échec d'une candidature pour devenir administrateur de l'arrondissement de Mettmann. En conséquence, il est chargé à plusieurs reprises de l'administration des bureaux et des arrondissements (bureau de Rüdesheim (de), à partir du 11 octobre 1874 l'arrondissement d'Euskirchen puis l'arrondissement de Malmedy ). En 1879, Bernhard von der Heydt réussit l'examen d'administration de district au gouvernement provincial d'Aix-la-Chapelle et est nommé administrateur de l'arrondissement de Malmedy la même année.
En 1883, Bernhard von der Heydt devient administrateur de l'arrondissement du Haut-Taunus, d'abord à titre provisoire, puis à titre permanent à partir du 3 août 1883. C'est sous son mandat que le siège est transféré au 88 de la Louisenstraße (l'ancien hôtel "Prince of Wales"). En tant qu 'administrateur d'arrondissement, von der Heydt est le directeur de la fondation civique Rind (de). Le 1er avril 1886, l'arrondissement d'Usingen est séparé de l'arrondissement du Haut-Taunus.
En 1893, Bernhard von der Heydt est élu député du parlement communal de Nassau, où il est membre de la commission des pétitions.
Fin 1894, il démissionne du parlement communal et de son poste d'administrateur pour des raisons de santé.

## Famille
Bernhard von der Heydt est le fils du ministre prussien des Finances August von der Heydt et de son épouse Julie née Blank (1804-1865). Il se marie le 14 mai 1868 à Bonn avec Annie Luise Mathilde Loeschigk (22 juillet 1849-7 septembre 1922).